# Bad Brückenau
Bad Brückenau är en stad i Landkreis Bad Kissingen i Regierungsbezirk Unterfranken i förbundslandet Bayern i Tyskland. Bad Brückenau, som för första gången nämns i ett dokument från år 1249, har cirka 6 700 invånare.

## Administrativ indelning
Bad Brückenau består av elva Stadtteile.
| - Bad Brückenau - Pilsterhof - Röderhof - Römershag - Sinnthalshof - Staatsbad Brückenau | - Stockhof - Stockpapiermühle - Volkers - Kloster Volkersberg - Wernarz |